# Теорія авторського кіно
Теорія авторського кіно або просто авторська теорія (фр. Cinéma d'auteur, англ. Auteur theory) — термін, що використовується для відображення трактування режисера як істинного автора та ключової фігури процесу створення фільму.
Поняття виникло як протест проти індустріалізації кінематографу, коли режисер мав підлаштовуватись під домінуючу ідеологію студії, фінансові рамки, орієнтацію на пересічного глядача.

## Становлення
Авторська теорія виросла на роботах групи ентузіастів, які працювали у журналі «Cahiers du cinéma» та відстоювали право режисера на власне індивідуальне бачення. До її появи кінофільм розглядався як продукт кіноіндустрії — скупної діяльності продюсерів, сценаристів, композиторів, акторів та інших. Але теоретики «Cahiers du cinéma» звернули увагу на те, що навіть в рамках конвеєрної студійної системи Голівуду успішно працювали яскраві індивідуалісти, нестеменні автори-творці: Альфред Хічкок, Джон Форд, Орсон Уеллс, Фріц Ланг та інші.
Авторська теорія тісно асоціюється з французькою новою хвилею, її провідними фігурами є Франсуа Трюффо, Жан-Люк Годар, Ерік Ромер, Клод Шаброль, Жак Ріветт, Андре Базен. В термінах авторської теорії прийнято також розглядати і нове німецьке кіно 1970-х років. Його представники: Вернер Херцог, Вім Вендерс, Фолькер Шльондорф, Райнер Вернер Фассбіндер, Александр Клюге.
На основі авторської теорії сформувались такі поняття як «артгаус», «незалежне кіно».

### Андре Базен
Основи авторської теорії кіно були закладені ще Андре Базеном, одним із тих, хто створив «Cahiers» («Кайє дю сінема»). У статті «Про авторську теорію» («On the Auteur Theory», Cahier # 70, 1957) він казав, що авторська теорія — це спосіб вибору особистісного фактору як відправної точки в процесі режисури, який не завершується, але прогресує з одного фільму до іншого, формуючи індивідуальний підхід автора.

### Александр Астрюк
Ще один ключовий елемент теорії був описаний Александром Астрюком — це caméra-stylo або «камера-пензель», якою режисер, мов письменник олівцем чи художник пензлем, бореться проти перепон традиційного оповідання.

### Ендрю Сарріс
Ендрю Сарріс у 1962 казав у своїй статті "Нотатки з приводу «авторської теорії»: «Сильний режисер вкладає свою особистість у фільм; слабкий режисер дозволяє особистостям інших втекти». Цей твір став початком поширення теорії у США і містив в собі три основні постулати:
- режисер має володіти технічною стороною кінематографа
- вміти виражати своє творче начало у фільмі, використовуючи свої технічні навички
- надавати кожній своїй роботі внутрішнє значення[3].

### Франсуа Трюффо
1954 року 21-річний Франсуа Трюффо опублікував статтю, що стала визначальною у світі кіно: «Деякі тенденції французького кінематографу» («Une certaine tendance du cinéma français»).
«Політика Авторів» — одне з ключових понять Трюффо. Він стверджував, що навіть найгірші фільми Жана Ренуара завжди будуть цікавіші за найкращі твори Жана Деланоя.
|  | «Немає поганих чи добрих фільмів, тільки погані чи гарні режисери» |

У своїй статті Трюффо в першу чергу виступав проти сценаристів, зокрема тих, які, на його думку, надмірно спрощували видатні роботи французької літератури задля того, щоб вони відповідали політичним настроям тих днів. «Авторами» він назвав Жана Ренуара, Макса Офюльса, Жака Беккера, Жака Таті та Роберта Брессона, які, окрім того, щоб відточувати свій власний стиль, писали сценарії до своїх фільмів, або брали участь в роботі над ними.

## Критика
Говорячи «авторська теорія» часто мають на увазі авторське кіно, «Арт сінема» (Art Cinema), «інтелектуальний європейський кінематограф» маючи при цьому на увазі сукупність певних імен, фільмів. Таку сукупність називають ще каноном. При цьому виділяють кілька типів канонів у кіно.
- Великий канон — період розквіту арт-сінема та його становлення як міжнародного явища: Федеріко Фелліні, Мікеланджело Антоніоні, Інгмар Бергман, Жан-Люк Годар, Вернер Херцог,  Луїс Бунюель, Андрій Тарковський, Франсуа Трюффо, Ален Рене, Анджей Вайда та деякі інші.

- Другий канон — режисери жанрового, в основному, американського студійного кіно, укладений у 1960 році критиками «Cahiers du cinéma» та Ендрю Саррісом: Альфред Хічкок, Семюель Фуллер, Дон Сігел, Роджер Корман і так далі.

- Третій канон — це режисери-представники сучасного кінематографу (починаючи із 1970 років), що продовжують творити в традиціях високих канонів. При цьому і стиль роботи, і імідж конкретного режисера можуть бути будь-якими, навіть максимально далекими від високої інтелектуальної напруги, властивої режисерам 50-60 років. Важлива готовність боротись за ідею режисерського бачення, право виступати автором кіно й нести за це моральну та матеріальну відповідальність. На відміну від попередніх канонів та традиції розвитку авторської теорії в Європі, до цього списку можна віднести представників з усього світу: Педро Альмодовар, Олександр Сокуров, Девід Лінч, Емір Кустуріца, Ларс фон Трієр, Пітер Грінвей, Квентін Тарантіно, Джим Джармуш та інші[6].

## Недоліки теорії
В першу чергу, це недооцінка інших учасників процесу створення кіно: продюсерів, операторів, композиторів акторів тощо. Не-режисери також можуть бути авторами фільму, наприклад голлівудського хореографа Басбі Берклі можна сміливо назвати творцем численних мюзиклів, де він був постановником, але не режисером.